# Gayuhan
Gayuhan is een bestuurslaag in het regentschap Pacitan van de provincie Oost-Java, Indonesië. Gayuhan telt 1454 inwoners (volkstelling 2010).